# NGC 2388
NGC 2388 is een spiraalvormig sterrenstelsel in het sterrenbeeld Tweelingen. Het hemelobject werd op 4 februari 1793 ontdekt door de Duits-Britse astronoom William Herschel.

## Synoniemen
- UGC 3870
- MCG 6-17-10
- ZWG 177.22
- IRAS07256+3355
- PGC 21099